# Mastixia euonymoides
Mastixia euonymoides là một loài thực vật có hoa trong họ Cornaceae. Loài này được Prain miêu tả khoa học đầu tiên năm 1898.